# Finley (Dakota Północna)
Finley – miasto w Stanach Zjednoczonych, w stanie Dakota Północna, siedziba administracyjna hrabstwa Steele.